# Stackstod
| Stackstod |
| --- |
| Toppning av stackstod i DDR 1954. - Betydelse – rund hässja - Olika ord – stackstod, ryttarehässja eller ryttare - Användning – spridning i bl.a. Nord- och Centraleuropa |

Ryttare (ryttarehässja, rundhässja) eller stackstod/stackstol är en typ av hässja som man historiskt använt för att torka hö på, inte minst på myrar och lågmarker. Bruket har (i likhet med all hässjning) i det moderna mekaniserade jordbruket successivt kommit att ersättas av den mindre personalkrävande balningen och fortlever idag endast i mindre skala.

## Konstruktion och användning
Konstruktionen består av fyra (någon gång tre) störar (krakar) som är sammanbundna i toppen, ofta med ståltråd genom borrade hål i störarnas topp. Dessutom finns en uppstickande mittstör. Ryttaren placeras ut med krakarnas jordända i rak vinkel till varandra, vilket ger ett pyramidliknande utseende. I krakarna fästs sedan ett ribbgolv av smala trädslanor (alternativt ett spänt rep eller kraftigare snöre) en halvmeter över omgivande mark. 
Arbetet med att hänga hö på ryttaren – "klä" den – görs varvledes från ribbgolvet/repet och uppåt. Ryttaren kläs varv för varv, högre och högre. Det första varvet hö läggs på tunt, och de kommande varven med större fång med högaffeln. Alltersom försvinner själva träkonstruktionen under allt det upplagda höet, vilket nu bildar en sockertoppsliknande höstack.
När hela störkonstruktionen dolts återstår bara arbetet med att toppa ryttaren, vilket innebär en höläggning som gör toppen på ryttaren mer lik en sockertopp och därmed mer vattenavstötande. Till detta behövs i regel en långskaftad högaffel samt viss toppningsvana, för att få till toppning som både är optimalt vattenavstötande och inte lätt blåser av vid första bästa vindby.
| Uppställd ryttare, med upphängningsrep uppspänt i knähöjd. Under det utskjutande ladutaket står lagret av ryttare mellan skördesäsongerna. |  | Uppställd ryttare, med upphängningsrep uppspänt i knähöjd. Under det utskjutande ladutaket står lagret av ryttare mellan skördesäsongerna. |
| Uppställd ryttare, med upphängningsrep uppspänt i knähöjd. Under det utskjutande ladutaket står lagret av ryttare mellan skördesäsongerna. |  | |

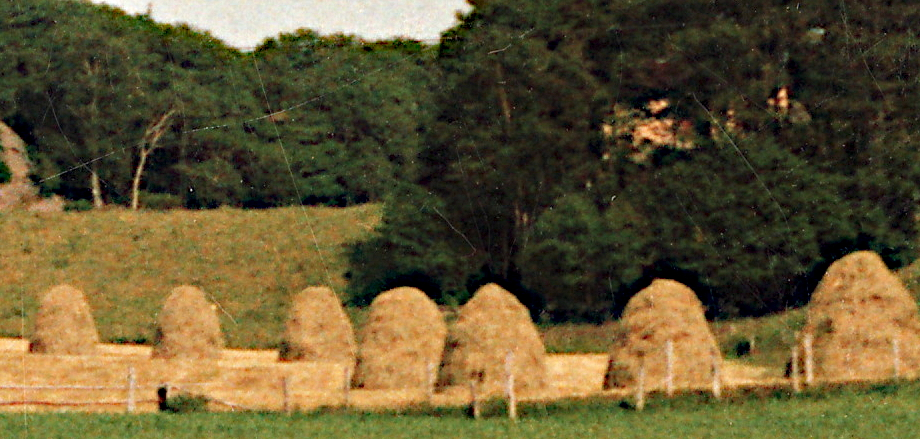
Klädda ryttare högsommaren 1987, i västra delen av Lindome.

När höet sedan är torrt, kan det bärgas och lastas på hölass, för transport till ladan. Ett modernare sätt är att greppa hela ryttaren med en hösvans, monterad bakpå en traktor. Sedan kan ryttaren transporteras i ett stycke till ladan, där folk med högafflar kan "klä av" ryttaren och låta en ejektor suga med sig höet och via rör forsla det upp på höskullen. Högrepstransporten erbjuder då en rationell fördel jämfört med hässjning på traditionell långhässja, som inte kan transporteras i ett stycke utan måste kläs av allt sitt torra hö på plats ute på åkern.

## Historik
Ryttarehässjan har varit spridd i olika delar av Skandinavien, bland annat i delar av Väst-, Mellansverige samt Norge[källa behövs]. Dessutom finns bruket med ryttare i viss mån kvar i Nederländerna (under benämningen hooiruiter – "höryttare").
Vid Dalälvens årliga översvämningar i Hedesunda socken efter kraftiga höstregn kunde man genom att använda stackstol hålla höet torrt undertill mot ribbgolvet, så att det inte ruttnade. Ängshöet bars sedan in i ängslador intill myren på så kallade hävlar. På vinterföret kördes därefter höet hem till gården.
Stackstolar har funnits på myrar på Bälinge häradsallmänning i Uppland enligt bonden och hembygdsmannen Hans Lindström (muntligt). En av dessa har givit upphov till ortnamnet, Stackstolen. Den konstruktion som använts till och med 1940-talet i Bälinge, enligt Lindström, hade samma konstruktion som den stackstol som satts upp på Sigeränget, Lågbo i Hedesunda socken fram till 2010-talet. Den var centrerad kring en grov stör i marken omgiven av en ring av störar, vilande på pålar. På denna ring har sedan störar lagts på tvären.
Sigeränget har varit en av Hedesundas många älvängar utmed Dalälven. Den är en av få älvängar som fortfarande hävdas. Bengt Löf har skrivit mer om detta i Rovbladet, även på nätet.

## Namn
Benämningen ryttare har bland annat använts i Halland och ansluter till den allmänna betydelsen av ryttare, såsom något som gränslar. Formen av snedställda träelement, upptill saxlikt hopkopplade, har den också gemensamt med takryttaren och i viss mån den militära konstruktionen spanska ryttare. Ordet används också på bland annat nederländska.
Ordet stackstod (dialektalt stacksto) finns enligt SAOB belagt från 1697 som benämning på en "stackbotten (med därpå upplagd stack)". Citaten hos SAOB nämner "kiärret" och "mosslider", med syftning på stackstodernas nyttjande på våtare marker.

## Enklare variant (krake)
En enklare form av höhängning görs i samband med krakning. Där läggs inte "höbotten" mot tvärstörar eller trådar utan mot en hårt packad "hösudd" som träs på den lodräta centralstören.[källa behövs]

## Bildgalleri

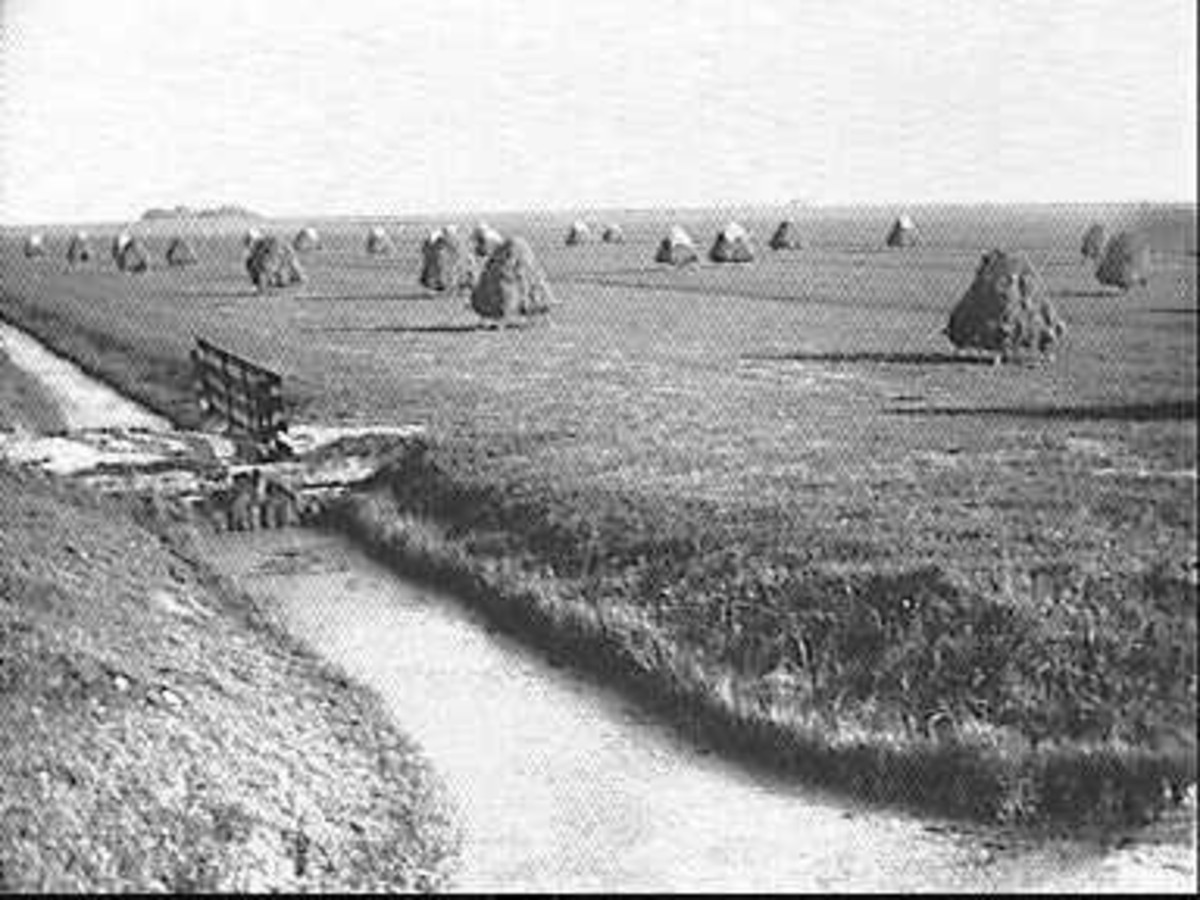
Ryttare på fält i Nederländerna, 1941.
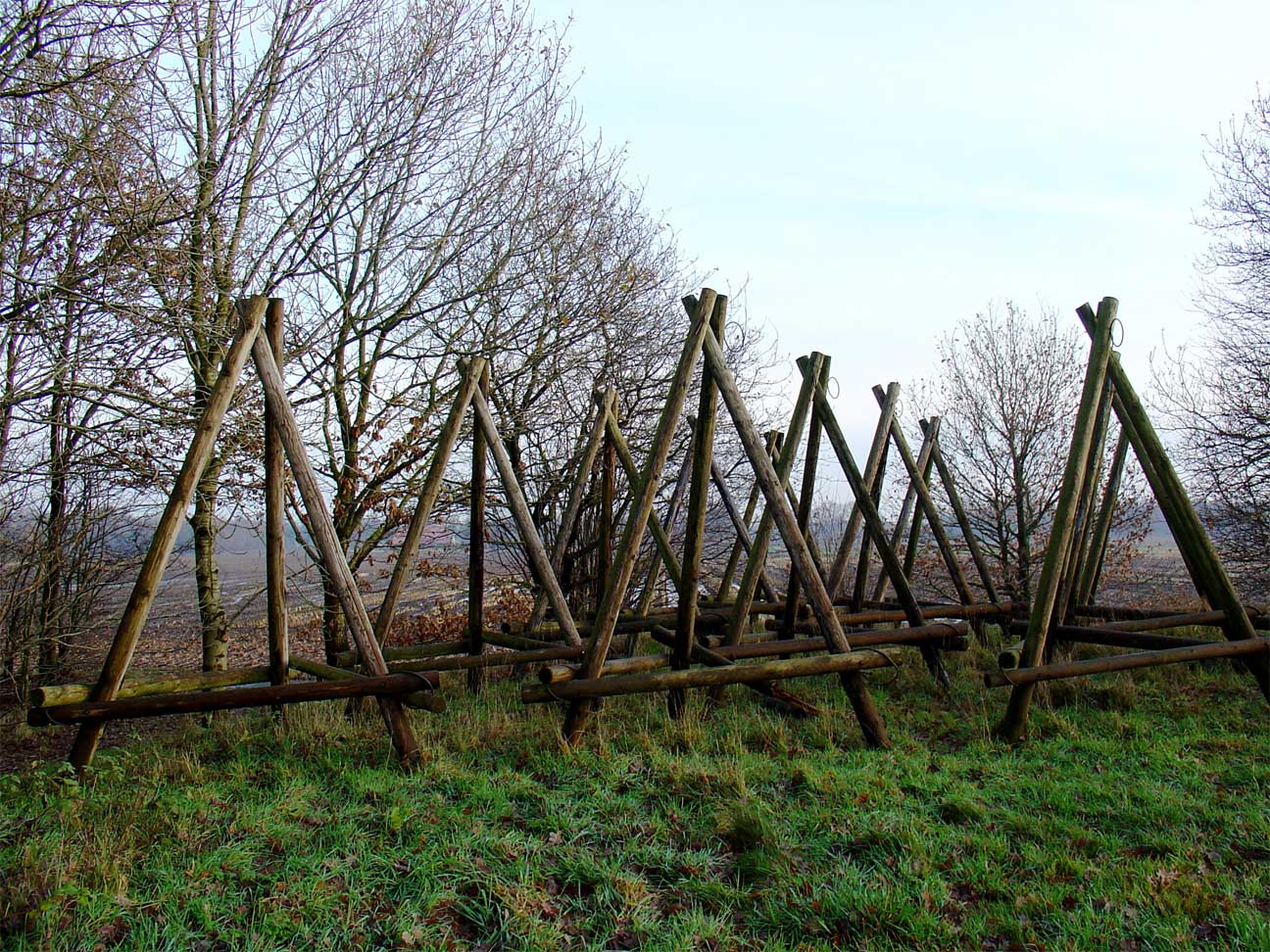
Grupp av uppställda med oklädda ryttare (Nederländerna, 2008).
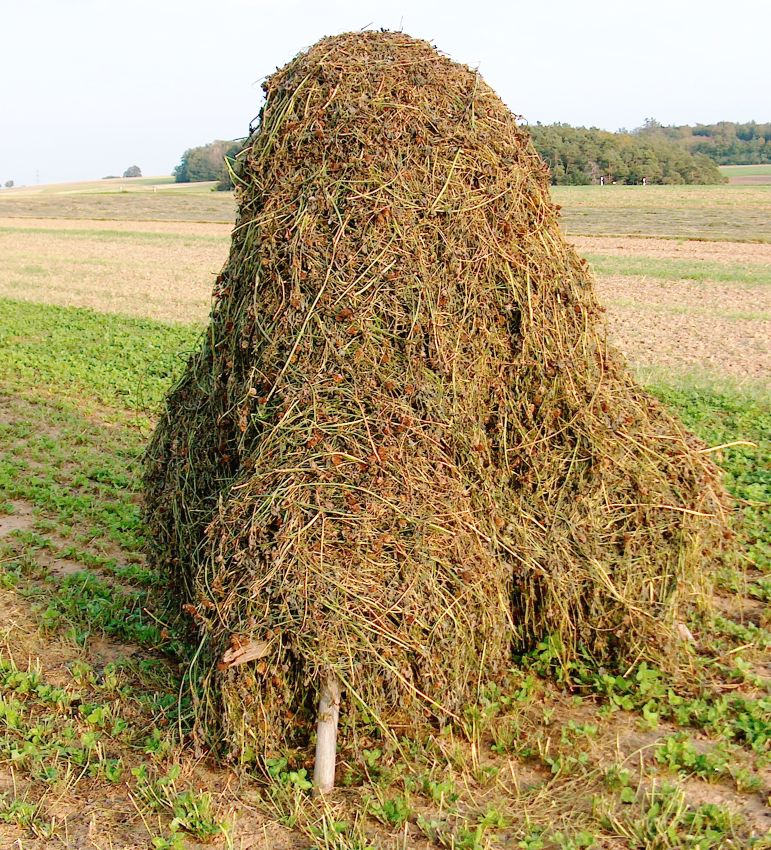
Ryttare i Tyskland, 2006.
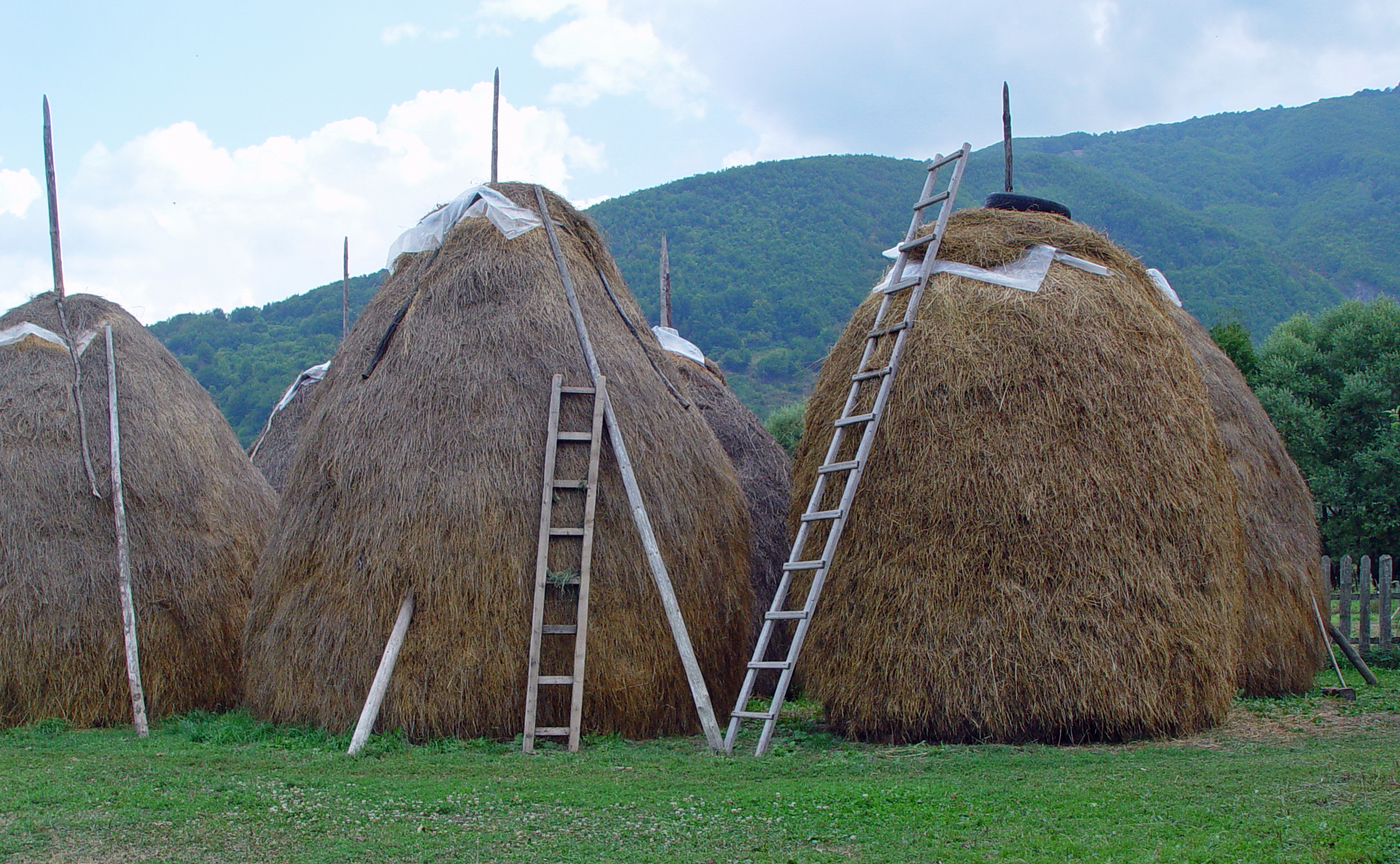
Möjligen är detta också ryttare, från Montenegro 2011.